# Брајан Краус
Брајан Џефри Краус (енгл. Brian Krause; Ел Торо, 1. фебруар 1969) је амерички глумац рођен у граду Ел Торо у Калифорнији. Најпознатији је по улози Леа Вајата у ТВ серији WB мреже, Чари, од 1998. године, као и по филмском дебију као Ричард Харгрејв у филмском наставку Повратак у Плаву лагуну (1991). Годину дана касније наступио је уз Алис Криге у хорор филму Месечари у улози Чарлса Брејдија.
Краус и његова жена Бет Брус су добили своје прво дете, Џејмен, 1996. године. Развели су се 2000. године. Он је излазио са две глумице са којима је сарађивао: Холи Мари Коумс и Алисом Милано. Током свог одсуства од камера, он ужива у послу поправљача, што му је иначе и био посао пре него што је постао глумац. Брајан воли голф и ауто-трке.

## Филмографија
| Улоге Брајана Крауса |                         |               |       |          |
| Година               | Српски назив            | Изворни назив | Улога | Напомена |
| 1990.                |                         |               |       |          |
| 1991.                |                         |               |       |          |
| 1991.                | Повратак у Плаву лагуну |               |       |          |
| 1991.                |                         |               |       |          |
| 1992.                |                         |               |       |          |
| 1993.                |                         |               |       |          |
| 1994.                |                         |               |       |          |
| 1995.                |                         |               |       |          |
| 1996.                |                         |               |       |          |
| 1998.                | Вокер, тексашки ренџер  |               |       |          |
| 1998-2006            | Чари                    |               |       |          |
| 1999.                |                         |               |       |          |
| 2000.                |                         |               |       |          |
| 2001.                |                         |               |       |          |
| 2006.                |                         |               |       |          |
| 2006.                |                         |               |       |          |
| 2007.                |                         |               |       |          |
| 2007.                |                         |               |       |          |